# Національний природний парк «Тузловські лимани»
Національний природний парк «Тузловські лимани» — природоохоронна територія в Україні на території Білгород-Дністровського району Одеської області. Розташований в басейні лиманів Тузловської групи.

## Історія
З 1996 року система лиманів Шагани-Алібей-Бурнас є частиною Рамсарських водно-болотних угідь України, а отже має особливий охоронний статус.
Національний природний парк було створено 1 січня 2010 року згідно з Указом Президента України Віктора Ющенка з метою збереження цінних природних та історико-культурних комплексів і об'єктів Північного Причорномор'я.
У структурі парку є науково-дослідний центр, де вивчають флору та фауну краю. Понад 700 видів рослин вивчають ботаніки, а понад 260 видів птахів — орнітологи. Також тут є спеціалісти, які вивчають амфібій, рептилій, ссавців, комах тощо.

## Територія НПП «Тузловські лимани»

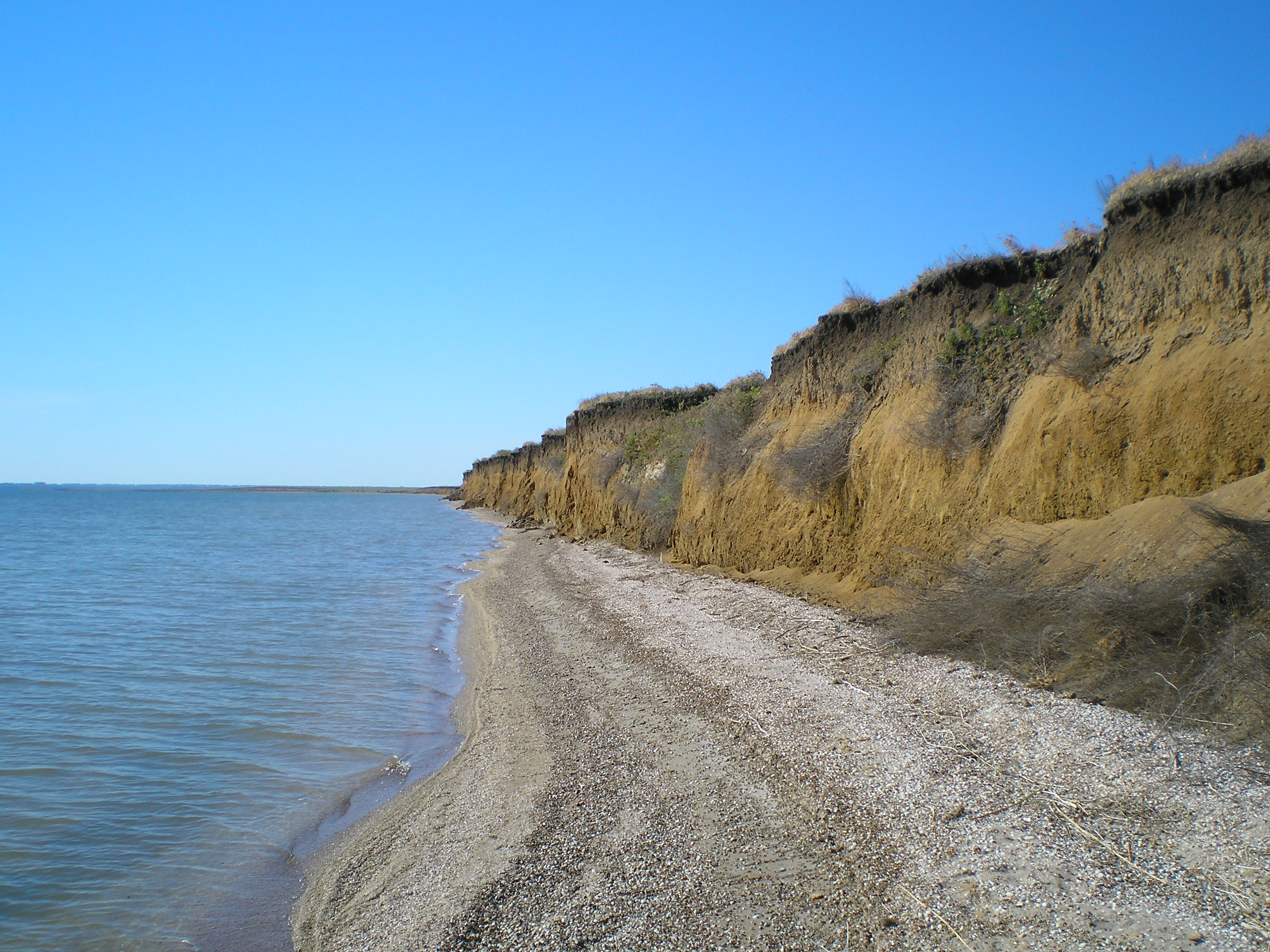
Береги лиману Алібей

До території Національного природного парку «Тузловські лимани» в установленому порядку погоджено включення 27865 гектарів земель державної власності, а саме: 2022 гектара земель запасу (у тому числі 316,831 гектара земель Піщаної коси Чорного моря та 1705,169 гектара земель водного фонду (частина лиманів Шагани, Алібей та Бурнас), що надаються національному природному парку в постійне користування та 25843 гектара земель (у тому числі 3233,18 гектара земель запасу, 541 гектара земель, що перебувають у постійному користуванні державного підприємства «Саратське лісове господарство», 21186,03 гектара земель водного фонду (частина лиманів Шагани, Алібей, Бурнас, а також лимани Солоне, Хаджидер, Карачаус, Будури, Мартаза, Магала, Малий Сасик, Джантшей, Курудіол, Малошаганський) та 882,79 гектара прилеглої акваторії Чорного моря шириною 200 метрів), що включаються до складу національного природного парку без вилучення.

## Процес створення
Згідно з Указом Президента України, Кабінету Міністрів України було доручено виконання наступних завдань:
1. забезпечити вирішення питання щодо утворення адміністрації національного природного парку «Тузловські лимани» та забезпечення її функціонування;
2. у встановленому порядку у шестимісячний строк затвердити Положення про національний природний парк «Тузловські лимани»;
3. упродовж 2010—2011 років підготувати матеріали та вирішити відповідно до законодавства питання щодо надання у постійне користування Національному природному парку «Тузловські лимани» 2022 гектарів земель запасу (у тому числі 1705,169 гектара земель водного фонду), а також забезпечити розроблення проєкту землеустрою щодо відведення земельних ділянок та проєкту землеустрою з організації та встановлення меж території Національного природного парку, отримання державних актів на право постійного користування земельними ділянками;
4. упродовж 2010—2012 років розробити та в установленому порядку затвердити Проєкт організації території національного природного парку «Тузловські лимани», охорони, відтворення та рекреаційного використання його природних комплексів і об'єктів;
5. під час доопрацювання проєкту Закону України «Про Державний бюджет України на 2010 рік» та підготовки проєктів законів про Державний бюджет України на наступні роки передбачати кошти, необхідні для функціонування Національного природного парку «Тузловські лимани».

Указ Президента України було прийнято на підставі відповідного проєкту створення, підготовку якого забезпечено спільними зусиллями Держуправління охорони навколишнього природного середовища в Одеській області, Одеської обласної державної адміністрації, науковців Одеського національного інституту ім. І. І. Мечникова та Південного наукового центру НАН України та Міносвіти України, державного підприємства «Одеський інститут землеустрою» за сприянням Татарбунарської районної громадської екологічної організації «Відродження».

## Природа НПП «Тузловські лимани»

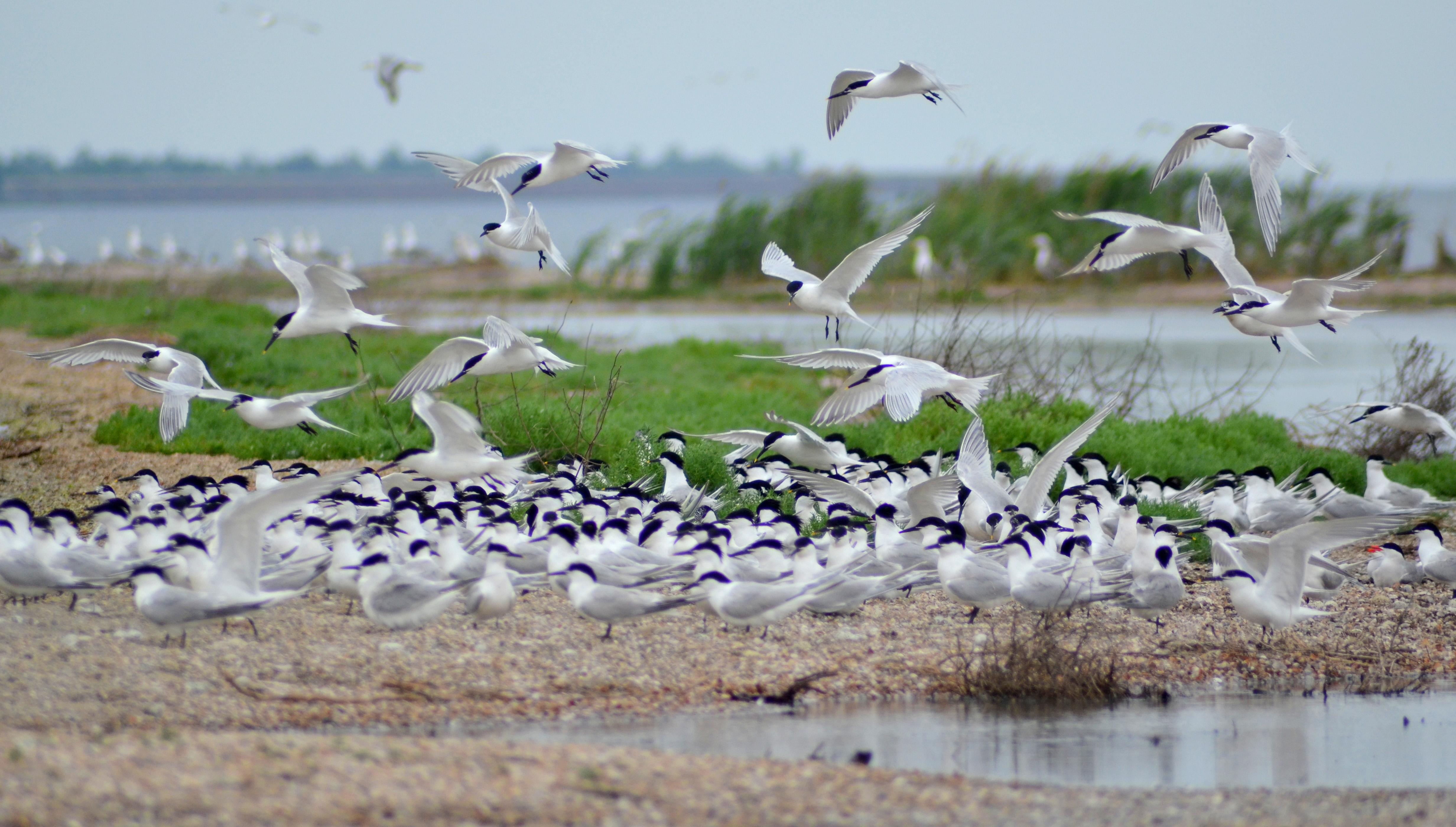
Колонія крячків рябодзьобих на косі в парку

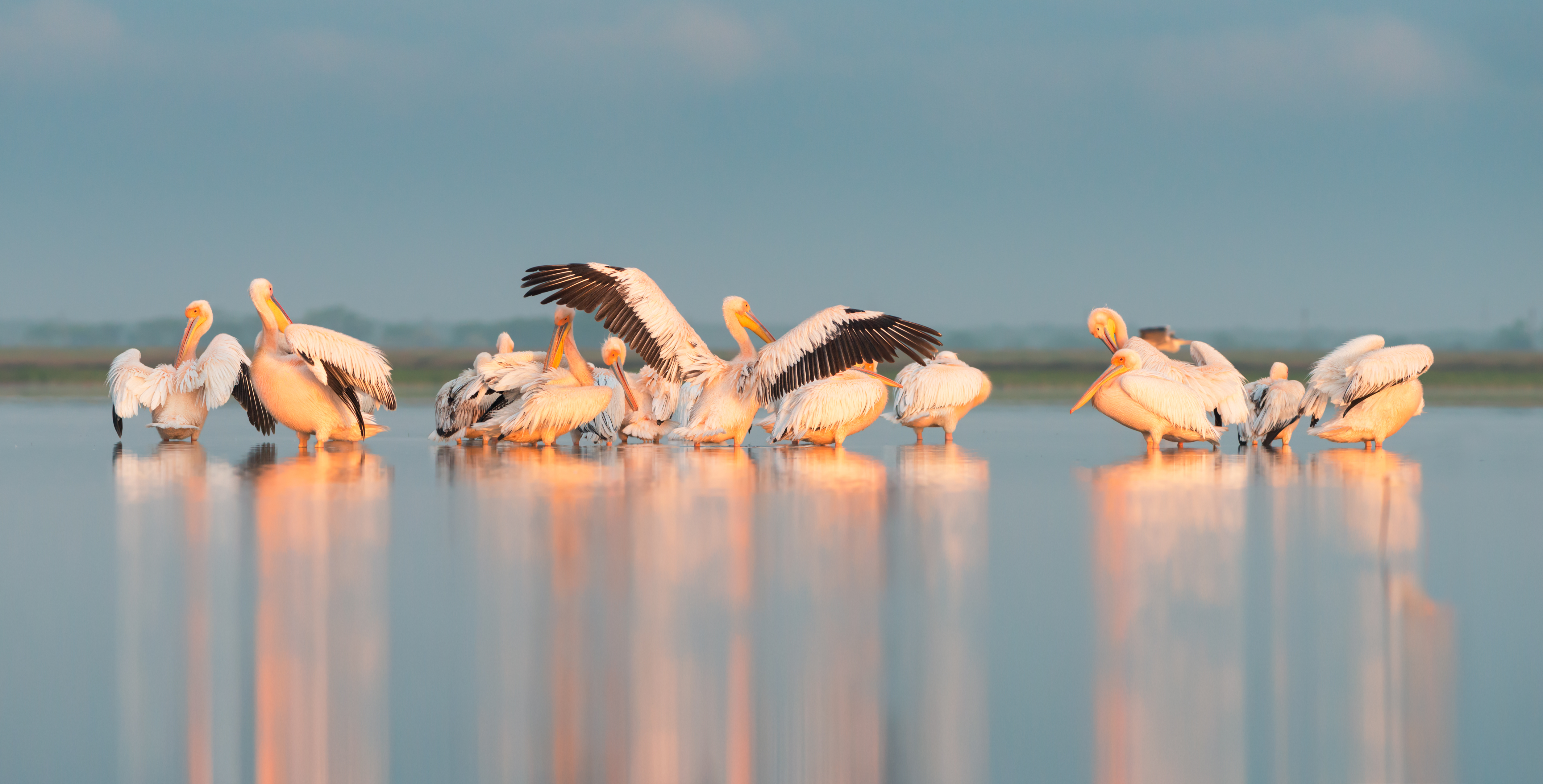
Рожеві пелікани на лимані Тузлівської групи

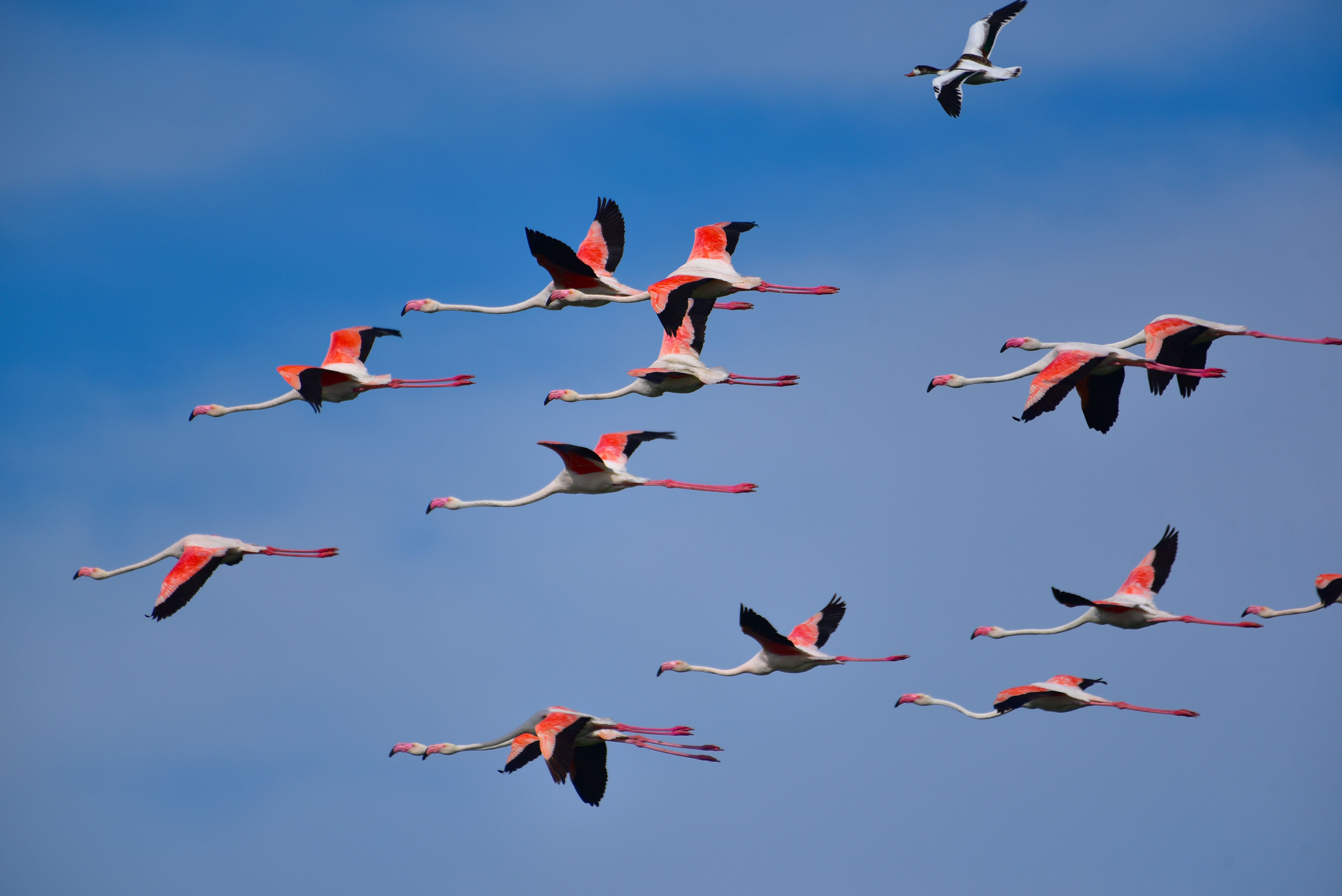
Фламінго рожеві у парку

В парку знаходяться понад 40 видів рідкісних видів птахів, які занесені як до міжнародної, так і до української Червоної книги. У парку можна побачити 270 видів птахів, у місцевих водоймах та рекреаційній зоні мешкає близько 60 видів риб, багаточисельні групи ракоподібних, 37 видами представлені ссавці. Для деяких птахів лимани є своєрідною «перевалочною станцією» на шляху до Азії та Африки, деякі — гніздяться та зимують прямо на лиманах. Фактично, територія нацпарку є оазою для мігруючих пернатих.
В останні роки до Тузлівських лиманів прилітають птахи рідкісних залітних видів, а саме — фламінго рожевокрилі, сиворакші, кулики-довгоноги, кропив'янки середземноморські та інші.
На початку 2000-х років на території Національного природного парку «Тузловські лимани» з'явилися шакали, з тих пір вони добре освоїлися на місцевості, де є досить хороші умови для їх безпечного життя та харчування.
Станом на 2023 рік, у межах Національного природного парку «Тузловські лимани» зафіксовано більш ніж 350 видів лускокрилих (метеликів).
Територія Національного природного парку «Тузловські лимани» характеризується різноманітними заплавними ландшафтами, специфічною флорою та фауною. Фітоценози Тузловської групи лиманів Алібей, Шагани і Бурнас відрізняються за флористичним складом, просторовим положенням та площею, яку вони займають у різних частинах внаслідок особливостей ґрунтів та гідрорежиму певних ділянок. Тут зростають види рослин і тварин, занесені до Червоної книги Чорного моря, Червоної книги України, Червоного списку Одеської області та Європейського Червоного списку. Наявні рідкісні формації морської трави морської трави Zostera noltii Hornem (Zostereta), що занесені до Зеленої книги України. В кінці весни — на початку літа, надзвичайно прекрасними килимами на берегах лиманів стеляться поля Маку (Papaver) — роду рослин з родини макових (Papaveraceae), який об'єднує понад 100 видів рослин, з великими червоними (рідше рожевими, жовтими або білими) квітками. В перших числах січня 2025 року на території парку зафіксовано рідкісне природне явище — цвітіння червонокнижної рослини пізньоцвіту анкарського, що стало унікальною подією, адже пізньоцвіт зазвичай цвіте тільки навесні.
Станом на кінець вересня 2020 року, у Національному природному парку «Тузловські лимани» через порушення водообміну висохли п'ять з 13 лиманів. Причиною такого стрімкого висихання стало порушення водообміну між заповідними водоймами і Чорним морем. На деяких окремих ділянках лиманів, де немає води, утворюються значні поклади солі.
Однак вже навесні 2021 року, на піщаній косі, що розділяє Чорне море і лимани, з'явилася вимоїна по якій морська вода почала надходити до лиманів, отже пересихання лиманам — вже не загрожує. Довжина протоки становить — 80 метрів, максимальна глибина — 2 метри, а ширина близько — 12 метрів. Таким чином, порушений водообмін лиманів почав відновлюватися, як на думку науковців природного парку, самою природою. Станом на середину грудня 2023 року, пропускна здатність протоки в середньому складає 50 кубометрів води на секунду, хоча за сильних східних і південно-східних вітрів вона збільшується. За добу до Тузлівських лиманів надходить близько 5 мільйонів кубометрів морської води, отже наповнення лиманів — триває.

## Значення парку

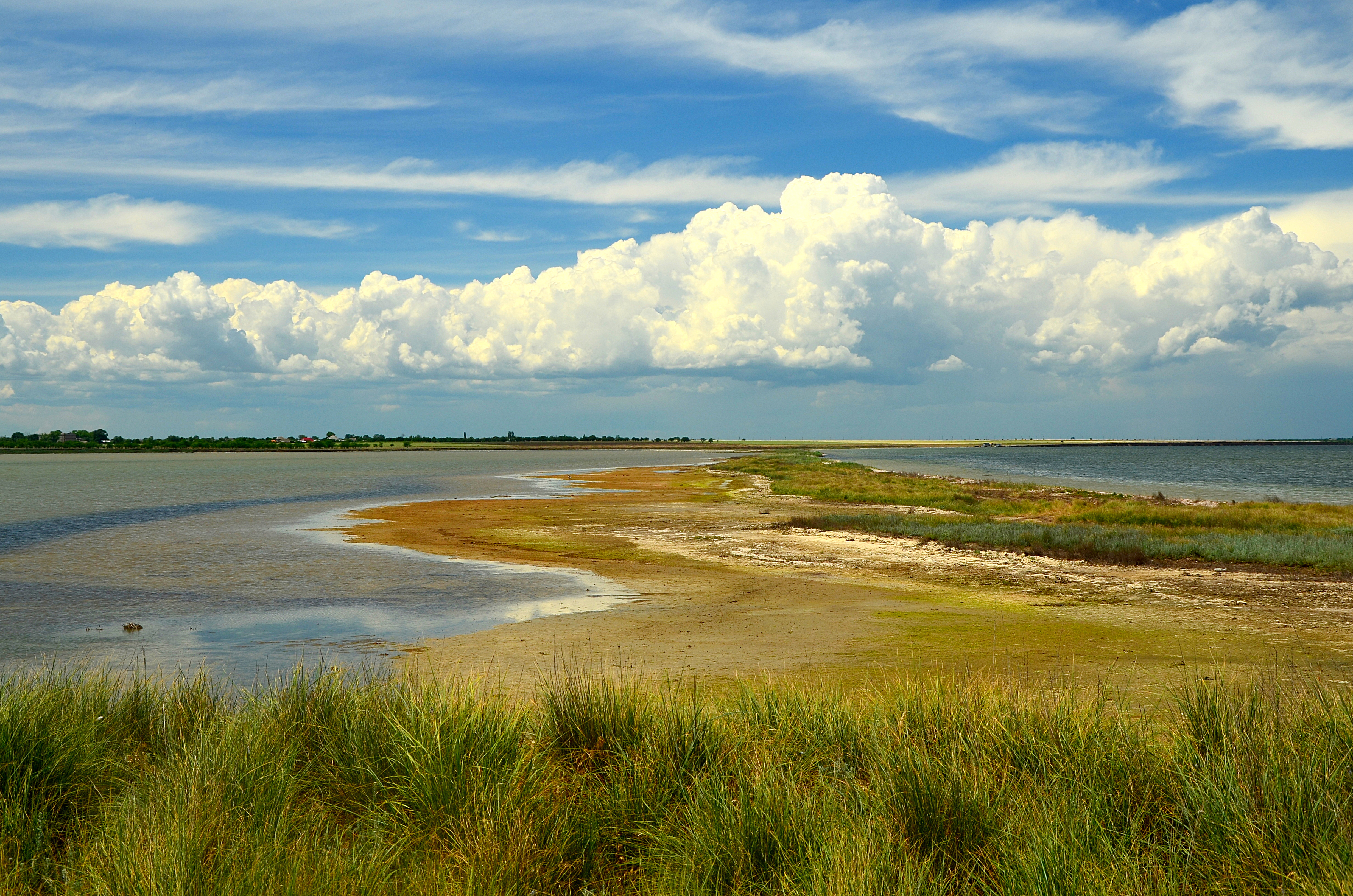
Піщано-мулисті коси лиману Шагани

Створення Національного природного парку «Тузловські лимани» та надання території заповідного статусу дозволить зберегти її унікальність та забезпечити постійне наукове спостереження, своєчасне реагування на негативні тенденції деградації та можливість їх припинити, зберегти цілісність ланок природних процесів життєдіяльності чисельних видів рослинного і тваринного світів. Створення національного природного парку «Тузловські лимани» збільшило частку природно-заповідного фонду області з 3,8 % до 4,6 % і є частиною процесу формування регіональної екологічної мережі та національної екологічної мережі держави.

## Техногенні впливи на геологічне середовище парку
У 2022 році, в ході російського вторгнення в Україну, Національний природний парк «Тузловські лимани» сильно постраждав від ворожих обстрілів, на його території перебуває безліч уламків від ракет окупантів, а також залишається небезпека мінування. Тобто спостерігається чіткий техногенний вплив на геологічне середовище природоохоронної території нацпарку. «Ось, цієї пори, тут, у цьому мальовничому ландшафті нацпарку — на мілині лиманів та узбережжя Чорного моря, завжди було багато птахів, завжди були гнізда рідкісних видів, завжди були мелодії дикої природи, завжди відпочивали тут люди. А зараз сумно і тільки багато, багато вирв від ракет і мін, і тисячі тисяч уламків, що вбивають все живе навколо …», — повідомив одеський еколог, доктор біологічних наук, професор Іван Русєв.

## Негативний вплив на фауну парку воєнно-морської діяльності країни-агресора
Навесні 2022 року, з початком російського вторгнення в Україну, на узбережжі Чорного моря у різних місцях з'являються мертві дельфіни, проте оцінити весь масштаб трагедії дуже складно, оскільки через військові дії екологи не можуть досліджувати все узбережжя. Про це повідомив доктор біологічних наук, професор, науковий журналіст та один з керівників Національного природного парку «Тузлівські лимани» еколог Іван Русєв. «Вже 64 добу варвари нищать нашу землю. Божевільні мутанти і загарбники не вміють цінувати ані природу, ані культуру, ані вільних людей і безжалісно вбивають цивільне населення. І ось, на узбережжі Чорного моря протягом війни в різних місцях з'являються мертві дельфіни. Якщо раніше таке явище ми пов'язували зі злісним і масштабним браконьєрством на камбалу калкана і осетрових риб у морі, то зараз браконьєрство в морі майже відсутне і імовірно у загибелі дельфінів інша причина. Оглядом загиблих тварин було встановлено, що на загиблих дельфінах немає слідів сіток, або відрізаних хвостів, що є дуже показовим, коли дельфіни попадаються в браконьєрські сітки і браконьєри їх викидають. У зв'язку з військовими діями, масштаби загибелі зараз маловідомі, тому що неможливо обстежити ділянки узбережжя моря. А викинутого морем дельфіна швидко з'їдають хижаки, мартини і рештки тварини знову забирає море, або засипає піском… Рашисти перекрили судноплавство в Чорному морі та замінували частину його акваторії. Вони постійно стріляють потужними снарядами з надводних і підводних човнів. Варвари також використовують військові гідролокатори і це негативно впливає на тварин, або дельфіни потрапляють у зону опромінення навігаційних приладів судна рашистів, а це виводить з ладу орган слуху дельфінів… Таким чином, дії військово-морського флоту варварів з застосуванням гідролокаторів, зараз, в військовий період, впливають на дельфінів і приводять їх до стресової ситуації або до загибелі», — повідомив вчений.
4 липня 2022 року, на морському узбережжі Національного природного парку «Тузловські лимани» було знайдено чотири тіла китоподібних, а саме трьох дельфінів азовка та однієї білобочки. Як повідомив доктор біологічних наук, заступник директора нацпарку Іван Русєв це стало можливим в результаті «використання гідролокаторів, що створюють потужні звуки, які негативно впливають на здоров'я тварин: дельфіни потрапляють у зону опромінення навігаційних приладів суден, що виводить з ладу їх органи навігації та ехолокації». Крім того, дельфіни страждають від потужних вибухів під час бомбардування.
1 вересня 2022 року, безпосередньо в межах Національного природного парку «Тузловські лимани» на піщаному пересипі та на морському узбережжі було знайдено вісім тіл китоподібних, в тому числі трьох дельфінів азовка та двох білобочок. Як повідомив доктор біологічних наук, заступник директора нацпарку Іван Русєв, судячи зі стану тварин, вони загинули наприкінці липня, а їхня смерть пов'язана з активністю російського військово-морського флоту. «В результаті використання гідролокаторів (сонарів) створюються потужні звуки, які негативно впливають на здоров'я тварин: дельфіни потрапляють у зону опромінення навігаційних приладів суден, що виводить з ладу їх органи навігації та ехолокації, вони отримують потужну акустичну травму», — зазначив біолог. За словами вченого, загальна кількість загиблих дельфінів трьох видів у Чорному морі через військові дії становить понад п'ять тисяч.
7 вересня 2022 року, згідно повідомлення Одеської обласної прокуратури, Спеціалізована екологічна прокуратура розпочала здійснення процесуального керівництва у кримінальному провадженні за фактом масового знищення об'єктів тваринного світу (дельфінів видів азовка, афаліна та інших) внаслідок збройної агресії РФ проти України (ст. 441 КК України — екоцид). Як повідомляється, у здійсненні досудового розслідування сприяють представники Інституту зоології ім. І. І. Шмальгаузена, Науково-дослідної установи «Український науковий центр екології моря», НПП «Тузловські лимани» та ветеринарні лікарі.
22 березня 2023 року, згідно повідомлення керівництва Національного природного парку, у водах Північно-Західної частини Чорного моря, в межах Національного природного парку «Тузлівські лимани», з'явилася перша невеличка зграя дельфінів афалін, що є першими позитивними ознаками, коли тварини повертаються до звичного життя після моторошних обстрілів узбережжя.
Взимку 2024-2025 років у Національному природному парку «Тузлівські лимани» з’явилося дуже багато диких гусей, яким довелося покинути історичні місця зимівлі на Херсонщині та у Криму. За висновками науковців, дії російських загарбників на окупованих територіях змушують великі зграї гусеподібних (Anseriformes) шукати більш комфортні місця. В основному вони тримаються на ночівлі в зоні лиманів Алібей, Хаджидер, Солоний, Джантшейський та Малий Сасик.

## Скандали

### Боротьба за посаду керівника
7 грудня 2016 року, Міністерство екології та природних ресурсів України під керівництвом Семерака Остапа Михайловича призначило на посаду директора Національного природного парку «Тузловські лимани» Віталія Чакіра, який на конкурсі не зміг відповісти на жодне фахове питання. Під час відповіді він сказав, що за спеціальністю є менеджером-економістом. Рекомендації щодо Чакіри надали Одеська облрада і Татарбунарська райрада.
Виконуючий обов'язки (на той час) керівника Національного парку «Тузловські лимани» — доктор біологічних наук за спеціальністю «Екологія» — Іван Русєв обурився таким призначенням, і заявив: "Як тільки я приступив до управління НПП «Тузловські лимани», дзвонить мені якийсь Могильников і пропонує угоду: «… будеш дружити зі мною і з ОК «Граніт», який я створив, будемо разом управляти ресурсами Тузловського лиману … я людина відома і вхожа в міністерство екології, знаю начальника Департаменту заповідної справи Іваненка І. і можу знайти підхід, дати скільки треба і домовитися, щоб ви не були в.о., а вас відразу б затвердили директором … А кандидат Чакір В. приходив до мене від Могильникова і намагався мене схилити до пошуку варіантів "дружби" з Могильниковим».
Віталій Чакір, що став «зіркою ютуба», відмовився від посади після розміщеного в мережі відео конкурсу. Разом з тим, глава Одеської облорганізації «Батьківщина», перший заступник голови Одеської облради Олег Радковський висловив думку, що Віталій Чакір був найоптимальнішою кандидатурою на цю посаду, так як має високу професійну кваліфікацію.
В.о. керівника Національного природного парку «Тузловські лимани» Іван Русєв не став учасником цього конкурсу, і пояснив чому: «Після чергового сьогоднішнього фарсу в Міністерстві екології з конкурсом на директора НПП «Тузловські лимани», де рівень корупції зашкалює і вона "гніздиться" в самому Департаменті заповідної справи, я не можу прийняти правила "наперсточників". Не для того я віддав понад 30 кращих років свого життя охороні природи і формування заповідних територій в нашому Українському Причорномор'ї виключно на громадських засадах і за своїм переконанням».

### Боротьба із загарбниками парку
У 2016 році, фермерське господарство «Фаворит-Т» (керівник — Тараненко Ю. В.), розорало прибережну захисну смугу (ПЗС) лиману Алібей — урочище Бекір. Дана ділянка дуже важлива для транзиту перелітних птахів, де вони зупиняються під час весняних та осінніх перельотів для відпочинку, харчування та відновлення сил, втрачених під час нелегких подорожей. Особливо цю місцину вподобали сірі степові журавлі — рідкісні гарні та величні птахи, через це Парк дав ділянці назву «Журавлине поле». Звернення до поліції 2016 року, на жаль, результатів не дало, кримінальна справа була закрита нібито за відсутністю складу злочину. Звернення 2017 року до Білгород-Дністровської місцевої прокуратури також було марним. У грудні 2017 року, керівник ФГ «Фаворит-Т», натхненний відсутністю покарання і спраглий до дармового заробітку, знову розорав «Журавлине поле». Керівництво парку звернулося із заявою до Головного управління Держгеокадастру в Одеській області. І нарешті — спрацювало. За результатами розслідування на порушника — ФГ «Фаворит-Т» було складено протоколи про адміністративні правопорушення за двома статтями. ФГ «Фаворит-Т» мала сплатити штрафи та відшкодувати державі завдані збитки. Особливо обурливим в даній ситуації було те, що Тараненко Ю. В. був депутатом Татарбунарської районної ради, до того ж — членом постійної комісії з питань екології, раціонального природокористування та рекреаційної діяльності!.
2 червня 2021 року, за процесуального керівництва прокурорів Білгород-Дністровської окружної прокуратури повідомлено про підозру 46-річному чоловіку у самовільному зайнятті та забудові земельної ділянки та водного простору в межах території нацпарку «Тузловські лимани» (ч. 4 ст. 197-1 КК України). З'ясовано, що ще в березні 2021 року, ділок самовільно розпочав будівництво причалу на піщаній косі узбережжя Чорного моря біля с. Лебедівка Тузлівської сільської громади Білгород-Дністровського району Одеської області. Підозрюваний організував перевезення будівельного сміття та формування з нього насипу у морі довжиною близько 70 метрів. Довкіллю завдано шкоди, розмір якого встановлюється. Досудове розслідування у кримінальному провадженні здійснюють слідчі Білгород-Дністровського РВП ГУНП в Одеській області.
30 жовтня 2021 року, з посиланням на інформацію поліції Одеської області, співробітники Національного парку «Тузловські лимани» за підтримки 80 поліцейських та нацгвардійців знищили гарди, які браконьєри використали для лову кефалі. Гарди повністю перекривали канал на піщаній косі біля с. Лебедівка Білгород-Дністровського району, через який риба намагалася мігрувати до моря. «Демонтаж пройшов без порушень, правоохоронці запобігали виникненню можливих конфліктних ситуацій, забезпечували правопорядок під час усіх робіт на території Національного парку», — зазначили у поліції.
17 березня 2023 року, згідно рішення П'ятого апеляційного адміністративного суду Національний парк «Тузловські лимани» зберіг свої території, вигравши суд проти Білгород-Дністровської райради.

### Масове браконьєрство
На початку травня 2024 року на території Національного природного парку «Тузловські лимани» було виявлено факти масового браконьєрства. За повідомленням УНН, рейд проводила робоча група, до складу якої увійшли екологи, представники поліції, працівники Державного агентства з розвитку меліорації, рибного господарства та продовольчих програм у Одеській області, співробітники ГУ Держпродспоживслужби в Одеській області. За результатом рейду були вилучені незаконні знаряддя лову з водними живими біоресурсами: атерина – 16 973 шт., камбала-глоса – 803 шт., креветка – 3052 шт.. Втім, особу, що вчинила дане правопорушення встановити — не вдалося.

### Перешкоджання перевірці
На початку липня 2024 року, ГУ НП в Одеській області повідомило, що Другий слідчий відділ (з дислокацією в місті Одеса) територіального управління ДБР, розташованого у Миколаєві розслідує кримінальне провадження за фактом не допуску аудиторів Південного офісу Держаудитслужби до проведення ревізії на території Національного природного парку «Тузловські лимани». Уточнюється, що досудове розслідування у справі здійснювало відділення поліції № 2 Білгород-Дністровського РВП ГУНП в Одеській області, за ознаками кримінального правопорушення, передбаченого ч. 1 ст. 351-1 КК України. Згадуване кримінальне провадження було відкрите на підставі того, що у березні 2024 року керівництво нацпарку не допустило на територію державних аудиторів, які мали перевірити їх діяльність, зокрема незаконне використання коштів бюджету. Тож аудитори ініціювали кримінальне провадження.

## Ресурси Інтернету
- Офіційний сайт Парку
- Указ Президента України Про створення національного природного парку «Тузловські лимани» від 01.01.2010 № 1/2010. Верховна Рада України.
- На Одещині стали національним природним парком «Тузловські лимани». Природа України.
- Відео відповідей Віталія Чакіри
- Мінекології може призначити керувати заповідником людину, яка не знає, що таке екосистема
- bessarabiainform.com
- Пост в Фейсбуці Івана Русєва
- Сайт НПП «Тузловські лимани»
- insta сторінка https://instagram.com/npp.tuzlim0101